# (261) Prymno
(261) Prymno ist ein Asteroid des inneren Hauptgürtels, der am 31. Oktober 1886 vom deutsch-US-amerikanischen Astronomen Christian Heinrich Friedrich Peters am Litchfield Observatory in New York entdeckt wurde.
Der Asteroid wurde benannt nach Prymno, einer Okeanide.

## Wissenschaftliche Auswertung
Aus Ergebnissen der IRAS Minor Planet Survey (IMPS) wurden 1992 Angaben zu Durchmesser und Albedo für zahlreiche Asteroiden abgeleitet, darunter auch (261) Prymno, für die damals Werte von 50,9 km bzw. 0,11 erhalten wurden. Eine Auswertung von Beobachtungen durch das Projekt NEOWISE im nahen Infrarot führte 2011 zu vorläufigen Werten für den Durchmesser und die Albedo im sichtbaren Bereich von 54,2 km bzw. 0,10. Ein Vergleich von Daten, die von 1978 bis 2011 an der Sternwarte Ondřejov in Tschechien und am Table Mountain Observatory in Kalifornien gesammelt wurden, mit den Daten von NEOWISE bestätigte 2012 genau diese Werte. Nach neuen Messungen mit NEOWISE wurden die Werte 2014 auf 50,0 km bzw. 0,14 korrigiert. Nach der Reaktivierung von NEOWISE im Jahr 2013 und Registrierung neuer Daten wurden die Werte 2016 mit 41,8 km bzw. 0,17 angegeben, diese Angaben beinhalten aber hohe Unsicherheiten.
Photometrische Messungen des Asteroiden fanden erstmals statt vom 12. November bis 20. Dezember 1979 in einer Zusammenarbeit des Table Mountain Observatory in Kalifornien mit dem Lowell-Observatorium in Arizona. Nachdem bereits 1983 ein vorläufiger Wert für die Rotationsperiode von 8,00 h veröffentlicht wurde, führte eine genauere Auswertung der aufgezeichneten Lichtkurve in einer Untersuchung von 1989 zu einem verbesserten Wert von 8,0019 h.
Eine neue Messung vom 8. bis 16. März 2009 am Palmer Divide Observatory/Space Science Institute in Colorado bestätigte dieses Ergebnis mit einer abgeleiteten Periode von 8,007 h, ebenso wie Beobachtungen vom 19. Juni bis 30. Juli 2020 im Rahmen einer Zusammenarbeit von fünf Observatorien der Grupo de Observadores de Rotaciones de Asteroides (GORA) in Argentinien, wo eine Rotationsperiode von 8,00 h bestimmt wurde. Vom 25. Januar bis 28. März 2023 erfolgte durch eine Zusammenarbeit innerhalb der Italian Amateur Astronomers Union (UAI) an sechs verschiedenen Observatorien in Italien eine erneute Bestimmung der Rotationsperiode zu 8,0016 h.
Zwischen 2012 und 2018 wurden mit der All-Sky Automated Survey for Supernovae (ASAS-SN) auch photometrische Daten von 20.000 Asteroiden aufgezeichnet. Auf mehr als 5000 davon konnte erfolgreich die Methode der konvexen Inversion angewendet werden, darunter auch (261) Prymno, für die in einer Untersuchung von 2021 erstmals ein dreidimensionales Gestaltmodell für zwei alternative Rotationsachsen mit prograder Rotation und einer Periode von 7,9998 h berechnet wurde. Aus archivierten Daten des Asteroid Terrestrial-impact Last Alert System (ATLAS) aus dem Zeitraum 2015 bis 2018 konnte in einer Untersuchung von 2022 mit der Methode der konvexen Inversion eine Rotationsperiode von 8,002 h bestimmt werden.